# 维勒巴德埃森
维勒巴德埃森（德語：Willebadessen，發音：[ˈvɪləbaːtˌʔɛsn̩] ⓘ）是德国北莱茵-威斯特法伦州代特莫尔德行政区赫克斯特县的城市，面积128.41平方千米，2023年12月31日人口为8,297人。